# Unterer Hörkarsee
Der Untere Hörkarsee (auch Unterer Höhkarsee) ist ein See in der Gemeinde Bad Gastein im österreichischen Bundesland Salzburg.

## Geografie
Der Untere Hörkarsee liegt auf einer Höhe von 1900 m ü. A. in der Katastralgemeinde Böckstein und im Nationalpark Hohe Tauern. Die Landschaft in der Umgebung ist von großen Granit-Blöcken geprägt. Die umstehenden Berge in der Ankogelgruppe sind der 2440 m ü. A. hohe Honigleitenkogel im Nordwesten, der 2377 m ü. A. hohe Grasleitenkopf im Nordosten, der 2561 m ü. A. hohe Rosskarkopf im Osten, der 2611 m ü. A. hohe Mallnitzriegel im Südwesten und der 2685 m ü. A. hohe Kreuzkogel im Westen. Die Fläche des Unteren Hörkarsees beläuft sich auf 2,7 ha. Er ist 270 m lang und 130 m breit und weist einen Umfang von 885 m auf.
Durch den See fließt der Höhkarbach, der seinen Ursprung im Oberen Hörkarsee hat und der in den Anlaufbach mündet. Weitere Gebirgsseen im Einzugsgebiet des Anlaufbachs sind der Grasleitensee, der Kreuzkogelsee, der Große Tauernsee und der Woisgensee.

## Ökologie
Der Untere Hörkarsee ist ein oligotropher (nährstoffarmer) See, dem ein sehr großer ökologischer Wert beigemessen wird. Er ist großteils von Beständen an Rostblättrigen Alpenrosen (Rhododendron ferrugineum) umgeben. Nördlich des Sees erstrecken sich kleine Niedermoore.